# Derovatellus peruanus
Derovatellus peruanus là một loài bọ cánh cứng trong họ Bọ nước. Loài này được Spangler miêu tả khoa học năm 1967.